# Ивановић
Ивановић је патронимско презиме, настало од имена Иван. Уобичајено је презиме у Србији, Црној Гори, Босни и Херцеговини и Хрватској. Може се односити на следеће истакнуте људе:
- Александар Ивановић (1911—1965), црногорски песник
- Александра Ивановић (1937—2003), српска певачица
- Ана Ивановић (1987), српска тенисерка
- Божидар Ивановић (1946), црногорски шахиста и политичар
- Божина Ивановић (1931—2002), црногорски антрополог и политичар
- Божур Ивановић (1936—2005), српски сликар, сценограф и графички дизајнер
- Бранислав Ивановић (1984), српски фудбалер
- Ване Ивановић (1913—1999), југословенски атлетичар, дипломата и филантроп
- Душко Ивановић, (1957), црногорски кошаркаш и кошаркашки тренер
- Ђорђе Ивановић (1995), српски фудбалер
- Зоран Ивановић, (1967), српски вајар
- Иван Ивановић, (1936), српски књижевник
- Иван Ивановић, (1975), српски комичар и ТВ водитељ
- Иван Ивановић Ђус, (1981), српски репер
- Игор Ивановић, (1997), српски фудбалер
- Јана Ивановић (1998), српска глумица
- Јордан Ивановић, (1947—2010), српски спортски новинар
- Катарина Ивановић (1811—1882), српска сликарка
- Крсто Иванович (1620—1689), историчар музике, песник, либретиста
- Лукијан Ивановић (1993), српски и босанскохерцеговачки певач
- Љубомир Ивановић (1882—1945), српски сликар и графичар
- Љубомир Ивановић Геџа (1925—1980), српски рвач и рвачки тренер
- Марин Ивановић (1981), хрватски репер, познатији под уметничким именом Стока
- Михаило Ивановић (2004), српски фудбалер
- Никола Ивановић, (1994), црногорски кошаркаш
- Олга Ивановић (1921—2001), српска глумица
- Оливер Ивановић (1953—2018), српски политичар и економиста
- Предраг Ивановић (1930—2010), српски музичар (певач и трубач), композитор и аранжер
- Снежана Ивановић (1961), српска монтажерка
- Србољуб Ивановић (1930—2007), српски глумац и певач
- Срђан Ивановић (1970), српски глумац
- Тина Ивановић, (1973), српска певачица